# Oliveira Fortes
Oliveira Fortes is een gemeente in de Braziliaanse deelstaat Minas Gerais. De gemeente telt 1.951 inwoners (schatting 2009).

## Aangrenzende gemeenten
De gemeente grenst aan Aracitaba, Barbacena, Paiva, Santa Bárbara do Tugúrio en Santos Dumont.